# 1897 en science
| Années de la science : 1894 - 1895 - 1896 - 1897 - 1898 - 1899 - 1900    |
| Décennies de la science : 1860 - 1870 - 1880 - 1890 - 1900 - 1910 - 1920 |

Cet article présente les faits marquants de l'année 1897 en science.

## Événements

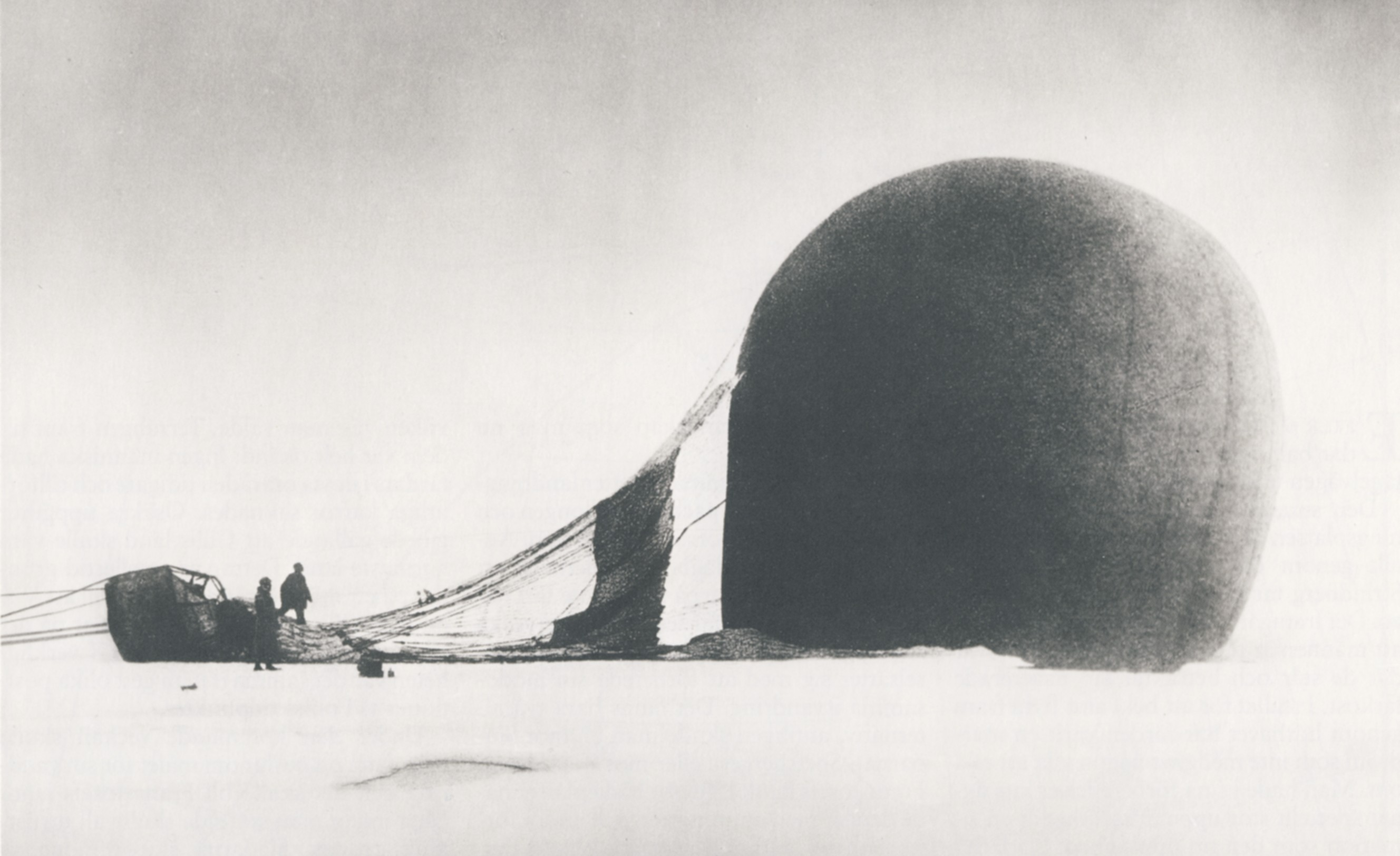
S. A. Andrée et Knut Frænkel avec leur ballon écrasé sur la banquise.

- 14 janvier : l'alpiniste Matthias Zurbriggen est le premier à réussir l'ascension de l'Aconcagua, le point culminant des Andes[1].

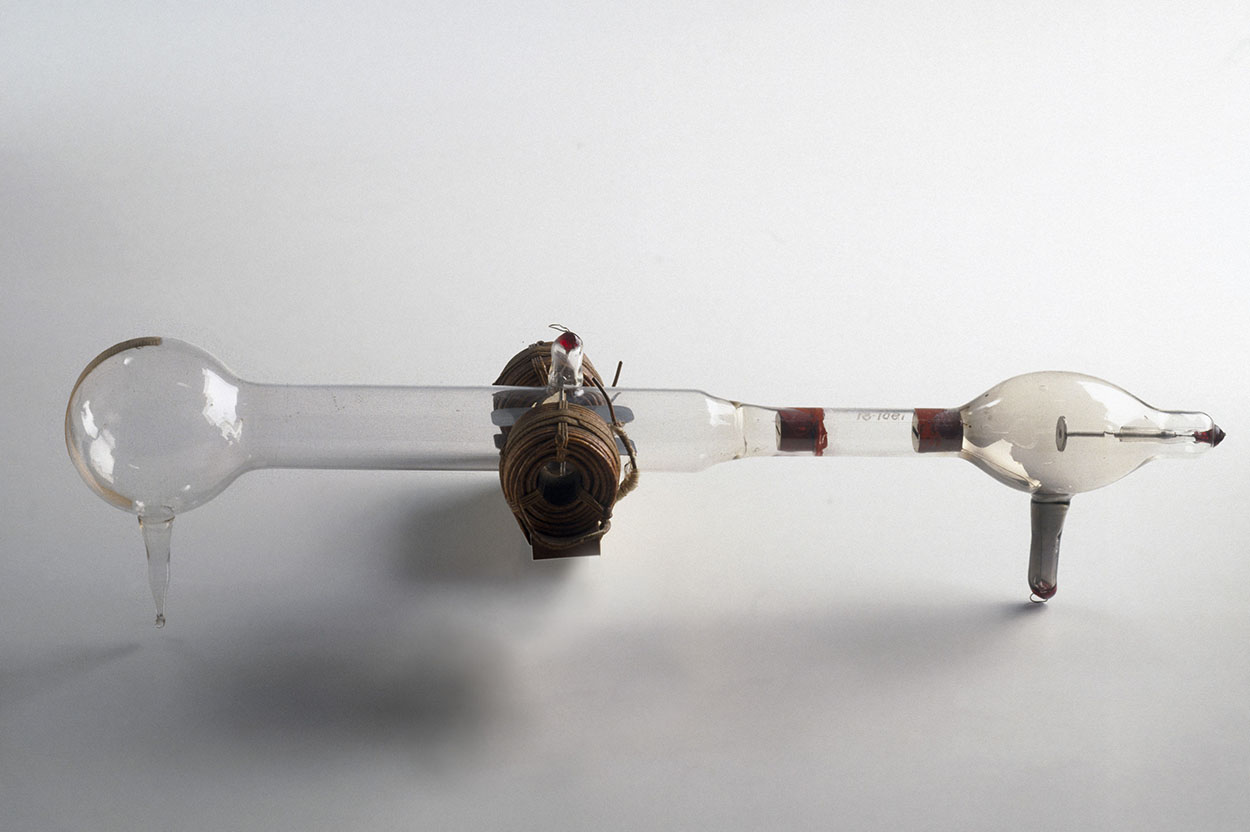
L'appareil utilisé pour découvrir l'électron par Joseph John Thomson.

- 31 juillet : première ascension du Mont Saint-Élie en Alaska par une expédition cpnduite par le duc des Abruzzes[2].

- 16 août : départ d’Anvers de l’expédition antarctique belge. L’explorateur belge Adrien de Gerlache est le premier à hiverner dans l’Antarctique à bord d’un bateau, le Belgica[3].
- 2-5 octobre : échec de l'expédition polaire de S. A. Andrée[4].

- Le physiologiste britannique Charles Scott Sherrington propose terme de « synapse » pour désigner le point de contact entre deux neurones[5].

### Sciences physiques
- 30 avril : le physicien britannique Joseph John Thomson, travaillant sur les propriétés électriques de la matière, annonce devant la Royal Institution sa découverte de l’électron[6]. Il détermine par une expérience le quotient e/m de la charge par la masse de l’électron[7].
- 6 mai : le biochimiste américain John Jacob Abel (en) annonce qu'il a isolé l'adrénaline dans un article lu devant l'Association des médecins et chirurgiens américains[8].
- 10 août : le chimiste allemand Felix Hoffmann, employé par la firme pharmaceutique Bayer, synthétise à partir de l'élément actif de l'écorce de saule l'acide acétylsalicylique (aspirine)[9].

- Le physicien britannique Joseph Larmor donne la formule permettant de calculer l'énergie rayonnée[10].
- Le chimiste allemand Emil Fischer synthétise la purine à partir de l'acide urique[11].

### Technologie

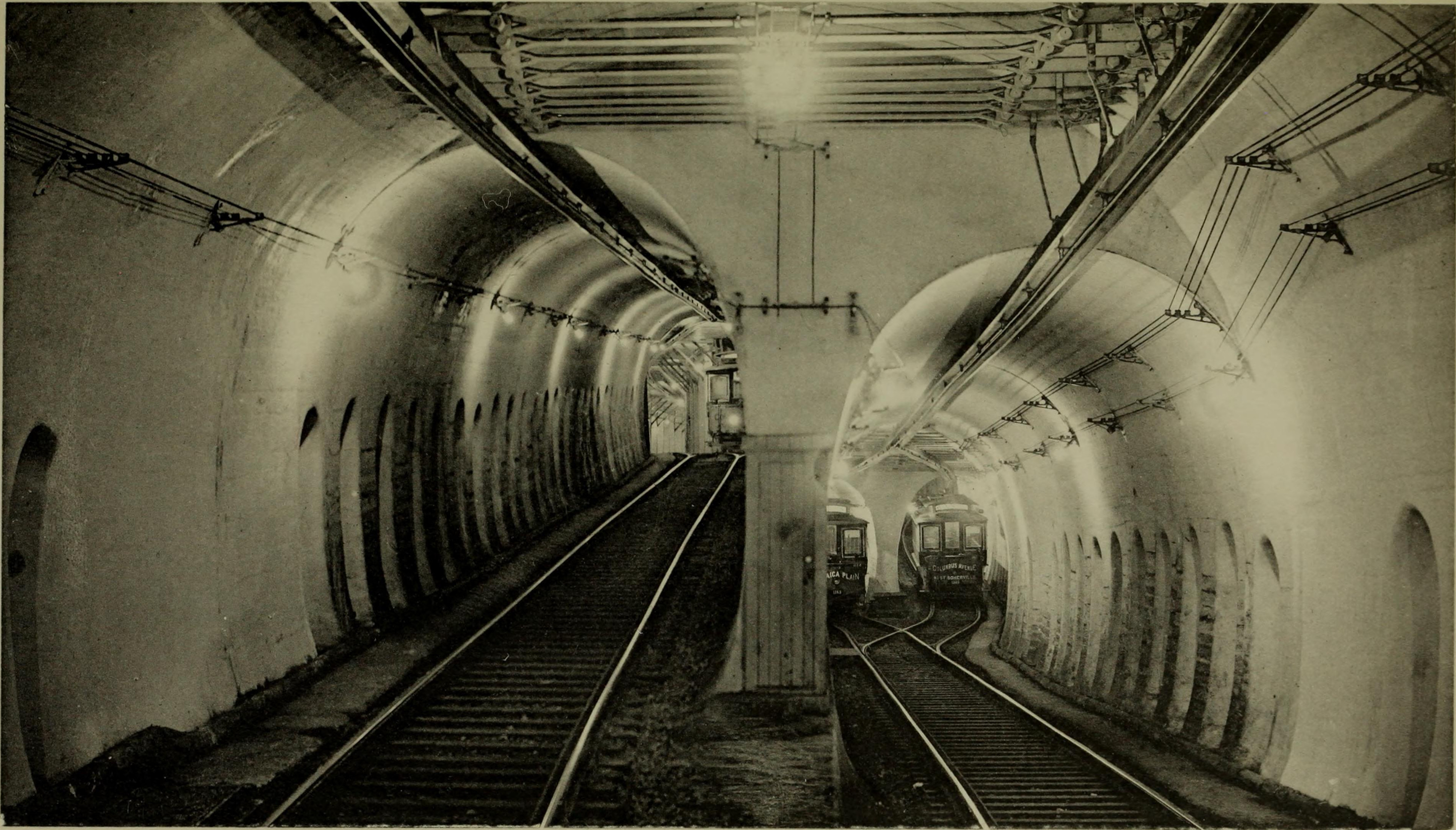
Métro de Boston, photo de 1898.

- 20 juin : l'inventeur britannique Percy Pilcher fait voler à Eynsford un planeur (hawk). Sa cousine Dorothy Rose Pilcher est une des premières femmes à voler dans un engin plus lourd que l'air lors d'un vol remorqué[12].
- 26 juin : démonstration lors de la grande revue navale de Spithead au Royaume-Uni du premier navire à vapeur équipé d’une turbine, le Turbinia, mis au point par l’ingénieur Charles Algernon Parsons, qui bat tous les records de vitesse sur eau[13].

- 1er septembre : ouverture du premier métro américain à Boston[14].

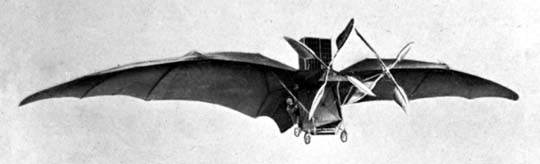
« Avion III » de Clément Ader

- 14 octobre : Clément Ader réalise le premier vol horizontal (300 mètres) avec « Avion III »[15].

- L'industriel allemand Ernst Sachs (de) invente la roue libre pour les bicyclettes[16].

## Publications
- Henri Brocard : Notes de bibliographie des courbes géométriques.
- Émile Durkheim :
  - Le Suicide.
  - La Prohibition de l'inceste et ses origines.
- David Hilbert : Zahlbericht (« Rapport sur les nombres ») qui unifie la théorie algébrique des nombres.
- Adolf Erik Nordenskiöld : Periplus, utkast till sjökortens och sjöböckernas äldsta historia, A.E. Nordenskiöld, Stockholm.

## Prix
- Médailles de la Royal Society
  - Médaille Buchanan : John Simon
  - Médaille Copley : Rudolph Albert von Kölliker
  - Médaille Davy : John Hall Gladstone
  - Médaille royale : Richard Strachey, Andrew Russell Forsyth

- Médailles de la Geological Society of London
  - Médaille Lyell : George Jennings Hinde
  - Médaille Murchison : Horace Bolingbroke Woodward (en)
  - Médaille Wollaston : Wilfred Hudleston Hudleston

- Prix Jules-Janssen (astronomie) : Camille Flammarion
- Médaille Linnéenne : Jakob Georg Agardh

## Naissances

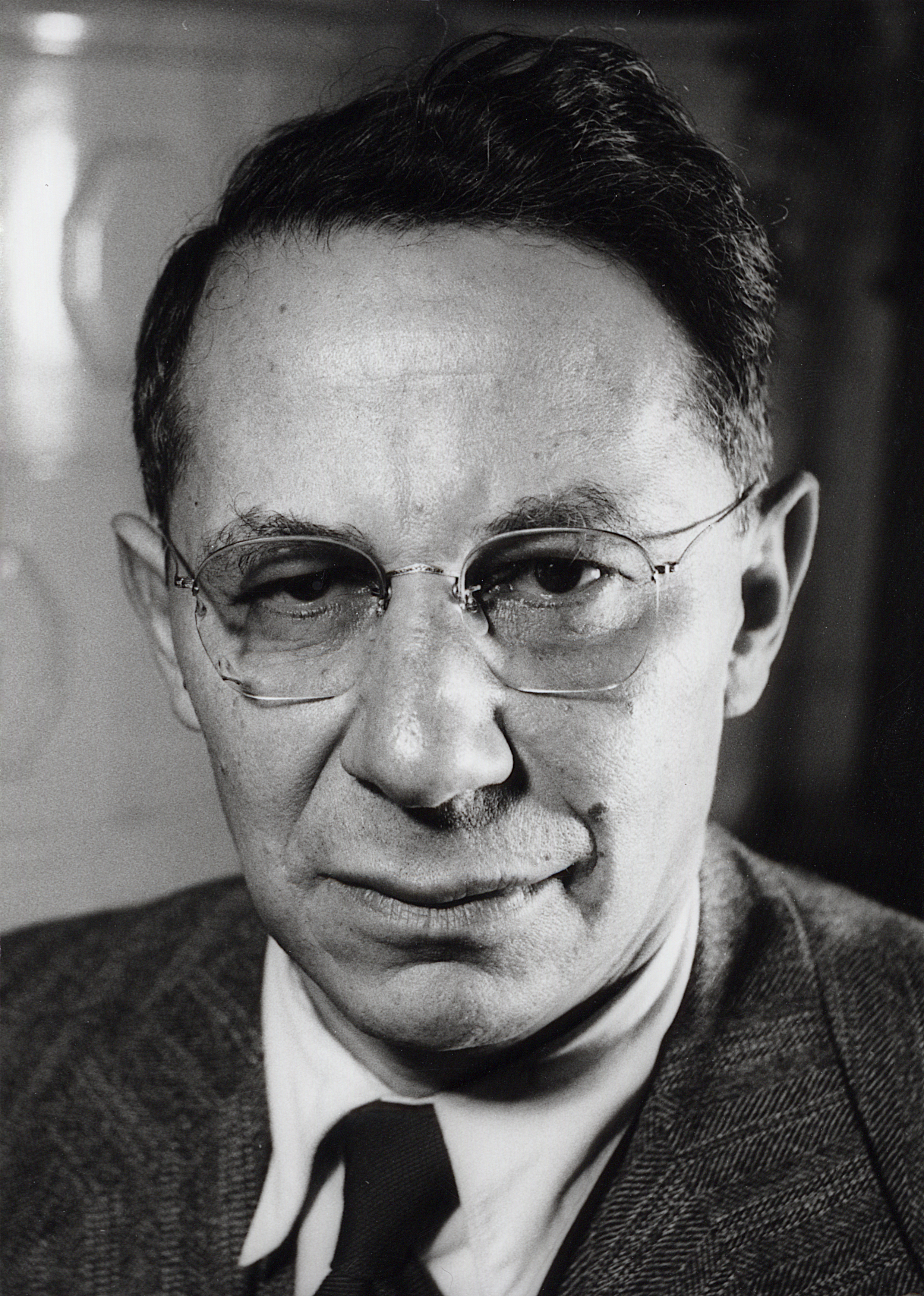
Tadeusz Reichstein

- 9 janvier : Yves Milon (mort en 1987), professeur de géologie et résistant français.

- 7 février : Max Newman (mort en 1984), mathématicien et informaticien britannique.
- 24 février : Henri Frankfort (mort en 1954), égyptologue néerlandais.
- 27 février : Bernard Lyot (mort en 1952), astronome français.

- 10 mars : Carl Herman Kraeling (mort en 1966), théologien, historien et archéologue américain.
- 22 mars : Otto Roelen (mort en 1993), chimiste allemand.
- 23 mars : John Lighton Synge (mort en 1995), mathématicien et physicien Irlandais.
- 27 mars : Douglas Hartree (mort en 1958), mathématicien et physicien anglais.

- 18 avril : Ardito Desio (mort en 2001), explorateur, alpiniste, géologue et cartographe italien.
- 19 avril : Marinus Vertregt (mort en 1973), astronome néerlandais.
- 24 avril : Benjamin Lee Whorf (mort en 1941), linguiste et anthropologue américain.

- 11 mai : George Murdock (mort en 1985), anthropologue américain.
- 17 mai : Odd Hassel (mort en 1981), chimiste norvégien, prix Nobel de chimie en 1969.
- 27 mai : John Cockcroft (mort en 1967), physicien britannique, prix Nobel de physique en 1951.

- 1er juin : Yang Zhongjian (mort en 1979), paléontologue chinois.
- 5 juin : Georges Rivière (mort en 1985), anthropologue français.
- 16 juin : Georg Wittig (mort en 1987), chimiste allemand, prix Nobel de chimie en 1979.
- 19 juin : Cyril Norman Hinshelwood (mort en 1967), physicien chimiste anglais, prix Nobel de chimie en 1956.
- 20 juillet: Tadeusz Reichstein (mort en 1996), chimiste polonais, prix Nobel de physiologie ou médecine en 1950.

- 12 août : Otto Struve (mort en 1963), astronome russo-américain.
- 19 août : Norbert Casteret (mort en 1987), spéléologue et écrivain français.
- 20 août : Siegfried Schott (mort en 1971), égyptologue allemand.

- 8 septembre : Ivan Borkovský (mort en 1929), archéologue austro-hongrois.
- 12 septembre : Irène Joliot-Curie (morte en 1956), physicienne française.
- 13 septembre : Erich Friedrich Schmidt (mort en 1964), archéologue allemand naturalisé américain.

- 3 novembre : Frederick Stratten Russell (mort en 1984), zoologiste britannique.
- 9 novembre
  - Ronald George Wreyford Norrish (mort en 1978), chimiste britannique, prix Nobel de chimie en 1967.
  - Jacques Tréfouël (mort en 1977), chimiste français.
- 18 novembre : Patrick Blackett (mort en 1974), physicien britannique, prix Nobel de physique en 1948.
- 23 novembre : Kenneth Emory (mort en 1992), anthropologue américain.
- 27 novembre : André Couder (mort en 1979), ingénieur-opticien et astronome français.

- 4 décembre : Robert Redfield (mort en 1958), anthropologue américain.
- 13 décembre : Henri Termier (mort en 1989), géologue français.
- 24 décembre : Hermann Bautzmann, biologiste allemand (mort en 1962).
- 28 décembre : Raissa Calza (morte en 1979), archéologue et historienne italienne d'origine ukrainienne.

## Décès
- 2 janvier : Wilhelm Deecke (né en 1831), professeur et philologue allemand.
- 30 janvier : Constantin Gogu (né en 1854), mathématicien et astronome roumain.

- 1er février : Constantin von Ettingshausen (né en 1826), botaniste et paléontologue autrichien.
- 18 février : Gustave Flourens (né en 1848), chimiste français.
- 22 février : Georges Ville (né en 1824), agronome français.
- 19 mars : Antoine d'Abbadie d'Arrast (né en 1810), savant et voyageur français.

- 12 avril : Edward Drinker Cope (né en 1840), paléontologue et anatomiste américain.

- 5 mai : Theodore Bent (né en 1852), voyageur et archéologue britannique.
- 6 mai : Alfred Des Cloizeaux (né en 1817), minéralogiste français.
- 21 mai : Fritz Müller (né en 1821), biologiste allemand.
- 29 mai : Julius von Sachs (né en 1832), botaniste allemand.

- 9 juin : Alvan Graham Clark (né en 1832), astronome et fabricant d'optique américain.
- 11 juin : Carl Remigius Fresenius (né en 1818), chimiste allemand.
- 26 juin : Paul Schützenberger (né en 1829), chimiste français.

- 5 août : Albert Marth (né en 1828), astronome allemand.
- 8 août : Viktor Meyer (né en 1848), chimiste allemand.
- 20 août : Axel Theodor Goës (né en 1835), médecin et naturaliste suédois.

- 16 octobre : Charles Viollette (né en 1823), chimiste et professeur français.

- 3 décembre : August Winnecke (né en 1835), astronome allemand.

- Theodor Erckel (né en 1811), taxidermiste et naturaliste allemand.